# Museo Nacional de Agricultura de Finlandia

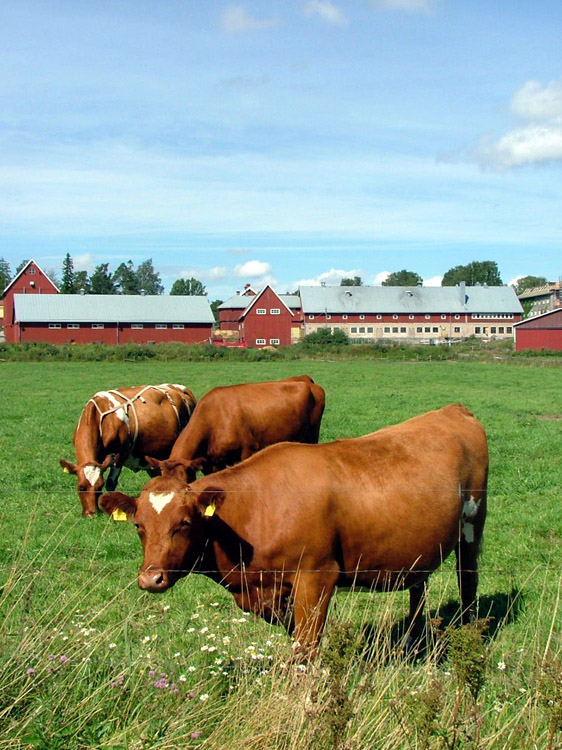
Vacas pastando con el fondo de la Granja experimental de la facultad de Agricultura de la Universidad de Helsinki.

El Museo Nacional de Agricultura de Finlandia (en finés: Maatalousmuseo), es un museo sobre la agricultura y granja experimental dependiente de la Universidad de Helsinki (Campus de Viikki), en Viikki.

## Localización
Viikinkaari 11 (P.O. Box 62)
FIN-00014 Universidad de Helsinki, Finlandia
- Teléfono : +358 9 191 22624 o +358 50 3246 987

Se encuentra abierto los miércoles de 12 a 15 horas y los domingos de 12 a 16 horas

## Colecciones
Aperos de labranza de la agricultura preindustrial procedentes de toda Finlandia.
Colección de aves y mamíferos de K.E. Kivirikko.
Se incluye la granja experimental Hakalantie, con diversos animales de granja, aves finlandesas y animales pequeños. 

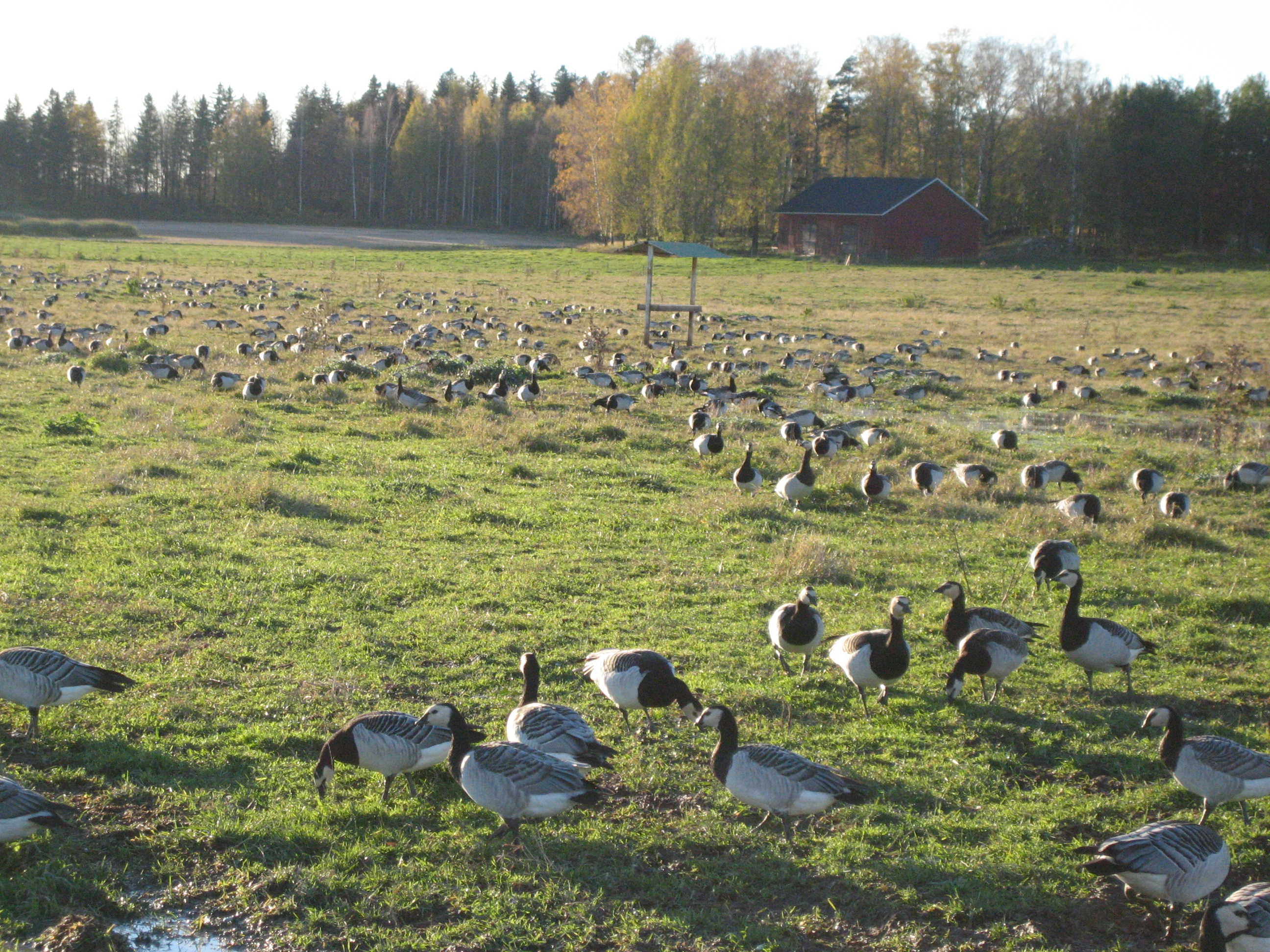
Una bandada de barnaclas cariblancas Branta leucopsis en la Granja experimental de la facultad de Agricultura de la Universidad de Helsinki.

## Alrededores
- Próxima se encuentra la reserva de naturaleza de la "bahía de Vanhankaupunginlahti", es un humedal de interés internacional con arbolados circundantes de alisos.
- Arboretum de Viikki que está administrado por la Universidad de Helsinki.
- Universidad de Helsinki, Campus de Viikki.
- Gardenia-Helsinki, invernadero con una colección de plantas tropicales
- Museo de la Técnica de Viikki
- Museo de las Centrales Energéticas
- Helsinki Business Park